# Laoshan-Mountainbikegelände
Das Laoshan-Mountainbikegelände ist eine Sportstätte für Mountainbike-Wettbewerbe in Peking. Es gehörte zu den Wettkampfstätten der Olympischen Sommerspiele 2008. 
Das Laoshan-Mountainbikegelände wurde vom 31. Mai 2006 an für die Olympischen Spiele renoviert. Es umfasst 8725 Quadratmeter und bietet Zuschauern auf 2000 Sitz- und 15.000 Stehplätzen Platz. Die Mountainbike-Strecke ist mit 4,6 Kilometern Länge kürzer und anspruchsvoller als bei den bisherigen Mountainbike-Wettbewerben bei Olympischen Spielen, um den Zuschauern entgegenzukommen. Bei Anlage des Kurses wurden die naturräumlichen Gegebenheiten so weit wie möglich berücksichtigt, um den Schaden an ihnen möglichst gering zu halten. 
Die Strecke diente bis zu den Olympischen Spielen den chinesischen Sportlern als Trainingsgelände. Nach den Spielen konnte er von der Öffentlichkeit genutzt werden. 